# Калмар
Калмар (швед. Kalmar) град је у Шведској, у југоисточном делу државе. Град је у оквиру Калмарског округа и његово је управно седиште и највећи град. Калмар је истовремено и седиште истоимене општине.
Калмар је данас познат као град са великом историјском заоставштином. По граду је назив добила и Калмарска унија.

## Географија
Калмар се налази у југоисточном делу Шведске и Скандинавског полуострва. Од главног града државе, Стокхолма, град је удаљен 410 км јужно.
Рељеф: Калмар се развио на најужем месту Калмарског пролаза, насупрот Еландског острва. Старо градско језгро накнадно је одвојено шанцем од копна ради безбедности. Последња два века град се проширио и на копно. Градско подручје је релативно равно, а надморска висина се креће 0-10 м.
Клима у Калмару је континентална са утицајем мора и крајњих огранака Голфске струје. Стога су зиме блаже, а лета свежија у односу на дату географску ширину.
Воде: Калмар се развио на западној обали Балтичког мора, на стратешки важном месту, на најужем месту Калмарског пролаза, који одваја велико острво Еланд од Скандинавског копна. Данас је дато место премошћено новим мостом дужине 5,5 км.

## Историја
Подручје Калмара било је насељено још у време праисторије.
Прво стално насеље на датом подручју јавља се у 11. веку. У 12. веку ту се гради замак. Замак и лучки град уз њега одмах добијају на значају, па се ту потписује Калмарска унија (1397-1523).
Калмар је имао изузетан значај за Краљевину Шведску у раздобљу од 13. до 17. века, будући да је био њена најјужнија лука на Балтику (тадашња Данска је држала данашњи југ Шведске, до Калмара). Средином 16. века краљ Густав Васа обнавља замак у велелепни ренесансни дворац.
После споразума у Роскилдеу 1658. године Шведска добија подручја на данашњем југу државе, па град значај Калмара као луке и седишта морнарице опада у корист новодобијених градова (посебно Малмеа).
После два века таворења поновни замах Калмар доживљава у другој половини 19. века са доласком индустрије и железнице. Ово благостање траје и дан-данас.

## Становништво
Калмар је данас град средње величине за шведске услове. Град има око 36.000 становника (податак из 2010. г.), а градско подручје, тј. истоимена општина има око 63.000 становника (податак из 2010. г.). Последњих деценија број становника у граду лагано, али сигурно расте.
До средине 20. века Калмар су насељавали искључиво етнички Швеђани. Међутим, са јачањем усељавања у Шведску, становништво Калмара је постало шароликије, али опет мање него у случају других већих градова у држави.

## Привреда
Данас је Калмар савремени индустријски град са посебно развијеном машинском индустријом. Последње две деценије посебно се развијају трговина, услуге и туризам.

## Знаменитости
Калмар има добро очувано старо градско језгро, омеђено шанцем ка копну. Оно има правилну, ортогоналну мрежу улица са правоуганим тргом у средини.
Поред тога, град има и низ знаменитих грађевина:
- Каламарски дворац, једна од најлепших примера ренесансне архитектуре у Скандинавији;
- Калмарска саборна црква из 16. века, са елементима ренесансе и барока;
- Линеов универзитет, низ грађевина.

## Галерија
- Пешачка улица у старом делу Калмара
- Каламарски дворац
- Калмарска саборна црква
- Градска кућа Калмара